# Поповичу, Тибериу
Тибериу Поповичу (рум. Tiberiu Popoviciu; 16 февраля 1906, Арад — 29 декабря 1975, Бухарест) — румынский математик, педагог, доктор наук, профессор, член Румынской академии.

## Биография
Окончил Бухарестский университет. В 1933 году защитил докторскую диссертацию по теории основ выпуклых функций высокого порядка в парижской Сорбонне под руководством Поля Монтеля.
Затем преподавал в Черновицком, Бухарестском и Ясском университетах.
В 1946 году назначен профессором в университет города Клуж-Напока.
Член Румынской академии наук с 4 июня 1937 года. В ноябре 1948 г. был избран членом-корреспондентом Румынской академии. Действительный член Академии наук Румынии с 20 марта 1963 года.

## Научная деятельность
Создатель румынской школы численного анализа. Признанный специалист в области математического анализа, теории приближений, теории выпуклостей, численного анализа, теории функциональных уравнений, теории чисел и теории вычислений.

## Избранные труды
- Les fonctions convexes, Hermann and Cie, Paris, 1944.
- Analiză numerică : noțiuni introductive de calcul aproximativ, Editura Academiei, București, 1975.
- Analiză Reală.
- Matematici Superioare, de Algebră şi de Analiză Matematică.